# Yahoo! View
Yahoo! View è stato un sito web di video on demand lanciato da Yahoo! il 1º giugno 2006 e chiuso il 30 giugno 2019. In collaborazione con Hulu, trasmetteva gli episodi di serie televisive delle reti ABC, NBC e Fox negli Stati Uniti, nonché una moderata selezione di programmi archiviati da diversi distributori.
Inizialmente venne fondato come Yahoo! Video, ed era un servizio di video sharing. Più tardi, la capacità di caricare video fu rimossa e il sito iniziò come portale per contenuti video curati e ospitati dalle proprietà di Yahoo. Nel 2011, il servizio fu rilanciato come Yahoo! Screen, mettendo a fuoco maggiore il contenuto originale e le webserie. Yahoo! Screen acquisì inoltre la sitcom Community per un'altra stagione, dopo la sua cancellazione dopo la quinta stagione su NBC.
A settembre 2013, il servizio possedeva più di 1.000 ore di contenuti. Nel gennaio 2016, dopo una svalutazione di 42 milioni di dollari per la scarsa performance del suo contenuto originale, Yahoo! Screen fu chiuso. Nell'agosto 2016, Yahoo! ha annunciato una collaborazione con il servizio di video on demand di sottoscrizione Hulu per spostare la sua libreria di video gratuiti in un successore de facto conosciuto come Yahoo! View.
Yahoo! View è stato chiuso il 30 giugno 2019.